# Миленко Првуловић
Миленко Првуловић (1851 – 1883) био је српски учитељ из Кривог Вира. Ппогубљен због учешћа у Тимочкој буни.

## Биографија
Миленко Првуловић рођен је у Параћину 1851. године.

### Тимочка буна
Током буне учитељ Миленко није узео оружје у руке, нити је учествовао у борбама, иако је био присутан у Кривом Виру током побуне (21. октобра 1883) и касније у устаничком логору на Честобродици, где је доносио храну и давао новац на зајам похапшеним чиновницима. Поручник Владимир Јовановић, заповедник чувара јавне безбедности који су разоружани током побуне у Кривом Виру (којом је почела Тимочка буна) тврдио је да је баш учитељ Миленко подстакао сељаке да не дају оружје, тако што је ишао од једне до друге гомиле и сашаптавао се са њима, после чега је одмах почела вика и узбуна. Тројица сведока из Кривог Вира и Бољевца (један од њих осуђиван за време рата због утаје) тврдили су да је учитељ Миленко и пре, а и током устанка подбадао сељаке на буну, само фино и кришом. Главни доказ против њега био је то, што су га сведоци видели да је месец дана пре побуне, на зајечарском вашару (29. августа 1883) насамо разговарао са Николом Пашићем у кафани на Стражи (на Честобродици).

### Суђење
Суђено му је заједно са Живком Никодијевићем и Милијом Петровићем, као коловођама побуне у Бољевцу. На суђењу је тврдио да је потпуно невин. Признао је да је био у устаничком логору на Честобродици, али је тврдио да је био тамо у покушају да помогне ухапшеним чиновницима, као и да се видео са Пашићем, са којим је говорио само о изборима. Тврдио је да се дружио са радикалима (који су били локална власт у Бољевцу) само из користољубља, али да није делио њихове ставове и није био члан странке. Као главне подстрекаче побуне навео је Станка Хаџића из Кривог Вира и Живана Никодијевића из Јабланице. Ипак, његову судбину одлучило је његово виђење са Николом Пашићем, кога је власт по сваку цену хтела да осуди као главног подстрекача Тимочке буне. Као једина непосредна веза устаника на терену са Николом Пашићем и Главним одбором Народне радикалне странке, учитељ Миленко оптужен је да је баш он пренео план за побуну од Главног одбора из Београда активистима у бољевачком срезу. Проглашен тако за главног организатора побуне, осуђен је на смрт 5. новембра 1883. и стрељан сутрадан на Краљевици код Зајечара.